# Euro Hockey Tour 2008/2009
Euro Hockey Tour 2008/2009 je 13. ročník hokejových turnajů Euro Hockey Tour.

## Karjala cup
Hokejový turnaj byl odehrán od 6. 11. 2008 - do 9. 11. 2008 v Helsinkách. Utkání Rusko - Švédsko bylo odehráno v Moskvě
- Vítěz Ruská hokejová reprezentace.

| Tým 1   | Výsledek                 | Tým 2   |
| ------- | ------------------------ | ------- |
| Finsko  | 0:2 (0:0,0:1,0:1)        | Švédsko |
| Rusko   | 1:0 SN (0:0,0:0,0:0,0:0) | Česko   |
| Finsko  | 2:6 (1:2,0:1,1:3)        | Rusko   |
| Švédsko | 1:4 (0:0,1:0,0:4)        | Česko   |
| Rusko   | 1:0 (0:0,0:0,1:0)        | Švédsko |
| Česko   | 3:4 SN (1:1,1:1,1:1,0:0) | Finsko  |

## Channel One cup
Turnaj se hrál od 18. 12. 2008 do 21. 12. 2008
- Vítěz Ruská hokejová reprezentace.

| Tým 1   | Výsledek                     | Tým 2   |
| ------- | ---------------------------- | ------- |
| Švédsko | 1:2 SN (1:1, 0:0, 0:0 - 0:1) | Finsko  |
| Rusko   | 5:2 (2:0, 1:2, 2:0)          | Česko   |
| Finsko  | 1:4 (1:0,0:1,0:3)            | Rusko   |
| Švédsko | 2:6 (0:1, 0:4, 2:1)          | Česko   |
| Rusko   | 6:2 (1:0, 2:0, 3:2)          | Švédsko |
| Česko   | 2:5 (0:1, 2:2, 0:2)          | Finsko  |

## LG Hockey Games
Turnaj se hrál od 5. 2. 2009 do 8. 2. 2009
- Vítěz Švédská hokejová reprezentace.

| Tým 1   | Výsledek                     | Tým 2   |
| ------- | ---------------------------- | ------- |
| Švédsko | 4:0 (0:0, 1:0, 3:0)          | Finsko  |
| Česko   | 3:6 (2:2, 1:2, 0:2)          | Rusko   |
| Finsko  | 4:5 SN (0:0, 4:1, 0:3 - 0:0) | Rusko   |
| Švédsko | 6:4 (2:1, 2:2, 2:1)          | Česko   |
| Rusko   | 3:4 (1:3, 1:0, 1:1)          | Švédsko |
| Finsko  | 5:3 (1:1, 1:2, 3:0)          | Česko   |

## Czech Hockey Games
Turnaj se hrál ve dnech 16.4.2009 - 19.4.2009 v Liberci. Utkání Finsko - Rusko bylo sehráno ve finském Tampere.
- Vítěz Ruská hokejová reprezentace.

| Tým 1   | Výsledek                  | Tým 2   |
| ------- | ------------------------- | ------- |
| Švédsko | 5:4 (2:1, 2:2, 0:1 - 1:0) | Finsko  |
| Česko   | 3:4 (1:2, 1:1, 1:1)       | Rusko   |
| Rusko   | 2:4 (0:1, 2:0, 0:3)       | Finsko  |
| Švédsko | 1:2 (0:0, 1:1, 0:1)       | Česko   |
| Rusko   | 6:3 (2:0, 2:1, 2:2)       | Švédsko |
| Česko   | 4:3 (2:2, 0:0, 1:1 - 1:0) | Finsko  |

## Celková tabulka EHT 2008/2009
| Poř. | Tým     | Z  | V | VP | PP | P | VG | OG | B  |
| ---- | ------- | -- | - | -- | -- | - | -- | -- | -- |
| 1.   | Rusko   | 12 | 8 | 2  | 0  | 2 | 49 | 28 | 28 |
| 2.   | Finsko  | 12 | 3 | 2  | 3  | 4 | 34 | 41 | 16 |
| 3.   | Švédsko | 12 | 4 | 1  | 1  | 6 | 31 | 28 | 15 |
| 4.   | Česko   | 12 | 3 | 1  | 2  | 6 | 36 | 43 | 13 |

## Vysvětlivky k tabulkám a zápasům
- Z – počet odehraných zápasů
- V – počet vítězství
- VP – počet výher po prodloužení (nebo po samostatných nájezdech)
- PP – počet proher po prodloužení (nebo po samostatných nájezdech)
- P – počet proher
- VG – počet vstřelených gólů
- OG – počet obdržených gólů
- B – počet bodů